# Греция на летних Олимпийских играх 1908
Греция принимала участие в Летних Олимпийских играх 1908 года в Лондоне (Великобритания) в четвёртый раз за свою историю, и завоевала три серебряные медали.

## Серебро
- Лёгкая атлетика, мужчины, прыжки в длину с места — Константинос Циклитирас.
- Лёгкая атлетика, мужчины, прыжки в высоту с места — Константинос Циклитирас.
- Лёгкая атлетика, мужчины, метание копья — Михалис Доризас.

## Бронза
- Стрельба, мужчины, трап — Анастасиос Метаксас.

Официальный отчет олимпийских игр показывает, что Анастасиос Метаксас (Греция) был награждён бронзовой медалью в соревнованиях по стрельбе в дисциплине трап наряду с Александром Мондером (Великобритания), показав с ним одинаковый результат; дополнительной перестрелки не проводилось. Однако в базе данных МОК Метаксас отсутствует, а Мондер указан как единственный бронзовый медалист.